# Maipú
För andra betydelser, se Maipú (olika betydelser).
Maipú är en kommun och stad i provinsen Santiago som ingår i staden Santiagos storstadsområde. Human Development Index är 0,782, vilket placerar kommunen på plats 20 i Chile. Den genomsnittliga hushållsinkomsten är 25664 US$ (PPP).
Maipú grundades 1821 vid floden Maipú på den plats där det avgörande slag som säkrade Chiles självständighet – slaget vid Maipú – stod 1818.